# Aleksandr Borodyuk
Aleksandr Genrikhovich Borodyuk - em russo, Александр Генрихович Бородюк (Voronezh, 30 de novembro de 1962) - é um ex-futebolista profissional e treinador de futebol russo, campeão olímpico em Seul 1988.

## Carreira
Aos 18 anos, iniciou a carreira no clube de sua cidade, o Fakel Voronezh. Em 1982, após uma passagem no Dínamo Vologda, já jogava em outro Dínamo, o de Moscou, pelo qual foi artilheiro do campeonato soviético duas vezes, em 1986 e em 1988. Entre seus colegas, Igor Kolyvanov e Ihor Dobrovols'kyi.
Integrou a Seleção Soviética campeã nas Olimpíadas de 1988, o que lhe valeu uma transferência para a Alemanha Ocidental, para o Schalke 04. No clube de Gelsenkirchen, tornou-se artilheiro, permanecendo até 1993, quando mudou-se para o Freiburg. Levou a nova equipe a um terceiro lugar na edição de 1995 da Bundesliga, onde marcou o gol número 30.000 da competição. Permaneceria na Alemanha até 1996, ano em que jogou no centenário do Hannover 96.
Voltou à Rússia em 1997 e lá encerrou a carreira, em 2000, tendo passado por Lokomotiv Moscou, FC Moscou (à época, Torpedo-ZIL Moscou) e Krylya Sovetov Samara.
Ao lado do bielorrusso Syarhey Harlukovich, jogou as Copas do Mundo de 1990 e 1994 (ano em que se despediu da seleção), sendo ambos os únicos a terem jogado mundiais pelas seleções da URSS e da Rússia. Na Seleção Russa, aliás, foi técnico interino entre dezembro de 2005 e junho de 2006, posteriormente sendo assistente do neerlandês Guus Hiddink, e continuaria exercendo a função ao lado de Dick Advocaat até 2012.
Em clubes, Borodyuk treinou Torpedo Moscou e Kairat, e em fevereiro de 2017 foi anunciado como novo treinador da Seleção Cazaque., permanecendo por 7 jogos.